# Mörderische Entscheidung
Mörderische Entscheidung (Titulada: Las dos caras del crimen en España) es una película alemana lanzada en 1991, y dirigida por  Oliver Hirschbiegel. En su país de origen fue emitida por ARD y ZDF, y en España en 1995 por los 2 canales de TVE.

## Argumento
Emitida de forma simultánea entre 2 canales de televisión, la película muestra la misma historia en tiempo real, con 2 puntos de vistas bajo 2  protagonistas, que son Christine (Mapi Galán), una presentadora de TV que es la favorita de un jefe corrupto y homicida, y Stephan (Nils Tavernier), un aspirante a dibujante de cómics, quien se verá metido en el misterio que hay detrás del jefe . Durante la emisión de la película, el espectador tenía que cambiar de canal para ver y ser testigo de cada acto que realizaba a uno de los personajes. De esta forma cada espectador tenía su propia versión de la película.

## Formato físico
Hasta la fecha la película solo cuenta con una versión física en Laser Disc de Pioner Active. El metraje tuvo un solo pase en TV en países como Japón, Italia, Portugal y España. Tampoco ha sido relanzado para plataformas streaming.